# Le Miroir (Saône-et-Loire)
Pour les articles homonymes, voir Le Miroir.
Le Miroir est une commune française située dans le département de Saône-et-Loire, en région Bourgogne-Franche-Comté.

## Géographie
Le Miroir fait partie de la Bresse louhannaise. La Gizia traverse la commune ; elle y reçoit les eaux du ruisseau du Breuil. Le ruisseau de la Follatière traverse également Le Miroir, où il définit la limite nord de la commune.

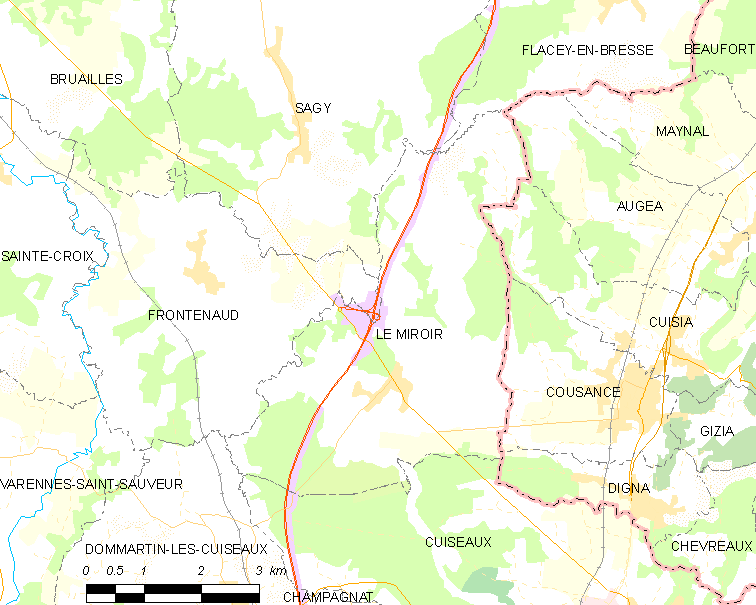
Situation du Miroir.

### Climat
Pour des articles plus généraux, voir Climat de la Bourgogne-Franche-Comté et Climat de Saône-et-Loire.
En 2010, le climat de la commune est de type climat océanique dégradé des plaines du Centre et du Nord, selon une étude du Centre national de la recherche scientifique s'appuyant sur une série de données couvrant la période 1971-2000. En 2020, Météo-France publie une typologie des climats de la France métropolitaine dans laquelle la commune est exposée à un climat semi-continental et est dans la région climatique Bourgogne, vallée de la Saône, caractérisée par un bon ensoleillement (1 900 h/an), un été chaud (18,5 °C), un air sec au printemps et en été et des vents faibles.
Pour la période 1971-2000, la température annuelle moyenne est de 11,3 °C, avec une amplitude thermique annuelle de 17,6 °C. Le cumul annuel moyen de précipitations est de 1 095 mm, avec 12,4 jours de précipitations en janvier et 8,2 jours en juillet. Pour la période 1991-2020, la température moyenne annuelle observée sur la station météorologique de Météo-France la plus proche, « Varennes-st-sa », sur la commune de Varennes-Saint-Sauveur à 9 km à vol d'oiseau, est de 12,1 °C et le cumul annuel moyen de précipitations est de 1 043,2 mm. 
La température maximale relevée sur cette station est de 39,4 °C, atteinte le 24 août 2023 ; la température minimale est de −16,4 °C, atteinte le 20 décembre 2009,,.
Les paramètres climatiques de la commune ont été estimés pour le milieu du siècle (2041-2070) selon différents scénarios d'émission de gaz à effet de serre à partir des nouvelles projections climatiques de référence DRIAS-2020. Ils sont consultables sur un site dédié publié par Météo-France en novembre 2022.

## Urbanisme

### Typologie
Au 1er janvier 2024, Le Miroir est catégorisée commune rurale à habitat dispersé, selon la nouvelle grille communale de densité à sept niveaux définie par l'Insee en 2022.
Elle est située hors unité urbaine et hors attraction des villes,.

### Occupation des sols
L'occupation des sols de la commune, telle qu'elle ressort de la base de données européenne d’occupation biophysique des sols Corine Land Cover (CLC), est marquée par l'importance des territoires agricoles (66,1 % en 2018), en diminution par rapport à 1990 (68,9 %). La répartition détaillée en 2018 est la suivante : zones agricoles hétérogènes (32 %), prairies (29,4 %), forêts (23,1 %), zones industrielles ou commerciales et réseaux de communication (4,9 %), terres arables (4,7 %), milieux à végétation arbustive et/ou herbacée (3,8 %), zones urbanisées (1,9 %), espaces verts artificialisés, non agricoles (0,1 %). L'évolution de l’occupation des sols de la commune et de ses infrastructures peut être observée sur les différentes représentations cartographiques du territoire : la carte de Cassini (XVIIIe siècle), la carte d'état-major (1820-1866) et les cartes ou photos aériennes de l'IGN pour la période actuelle (1950 à aujourd'hui).

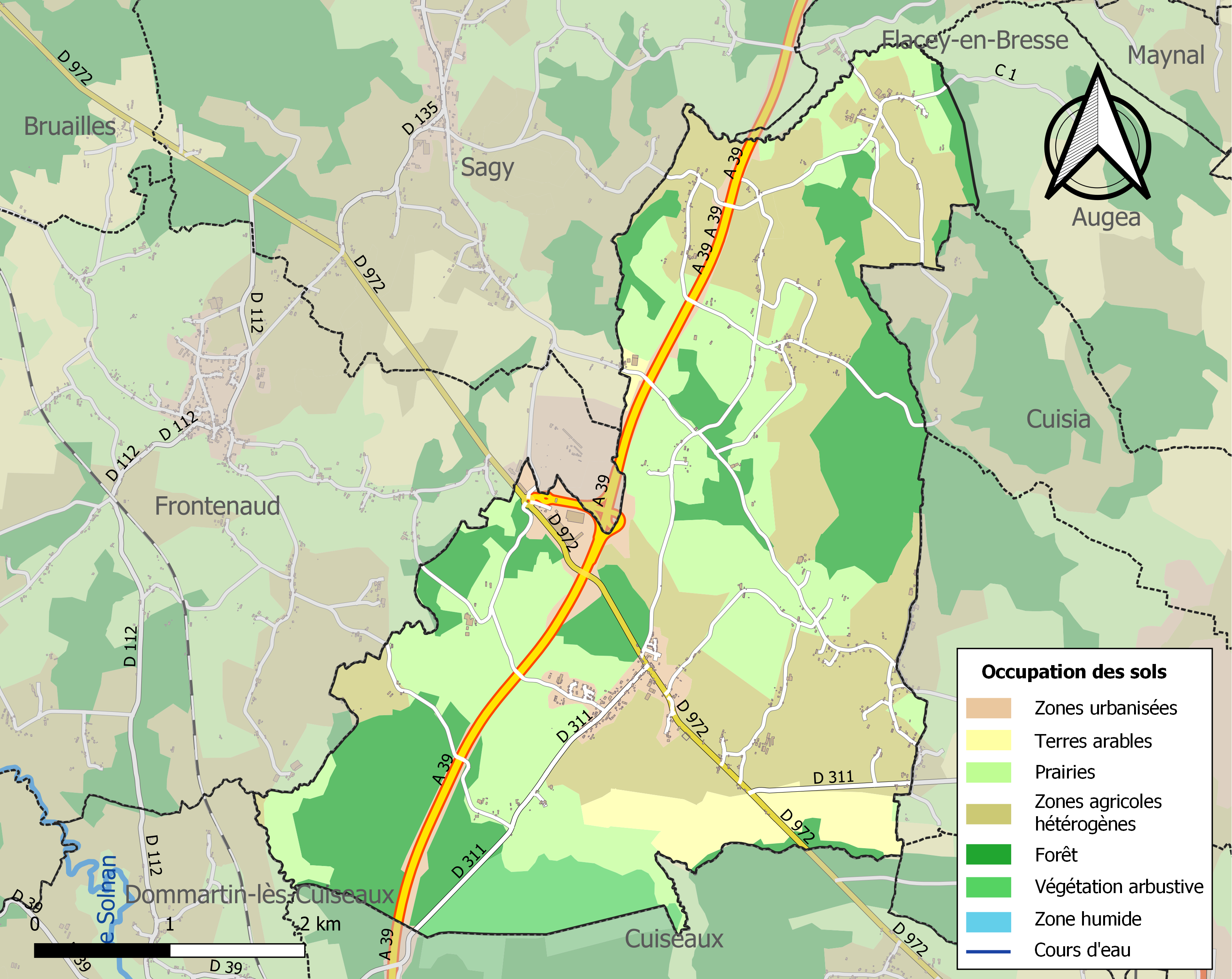
Carte des infrastructures et de l'occupation des sols de la commune en 2018 (CLC).

## Histoire
Jusqu'à la Révolution française, Le Miroir, localité du département de Saône-et-Loire relevant depuis 1801 du diocèse d'Autun, dépendit du diocèse de Saint-Claude (érigé en 1742).

## Politique et administration

### Tendances politiques et résultats

#### Élections législatives
Le village du Miroir faisant partie de la quatrième circonscription de Saône-et-Loire, place lors du 1er tour des élections législatives françaises de 2017, Cécile Untermaier (PS) avec 23,00 % ainsi que lors du second tour avec 69,51 % des suffrages.
Lors du 1er tour des élections législatives françaises de 2022, Cécile Untermaier (PS), députée sortante, arrive en tête avec 45,27 % des suffrages comme lors du second tour, avec cette fois-ci, 53,23 % des suffrages.

#### Élections régionales
Le village du Miroir place la liste « Pour la Bourgogne et la Franche-Comté » menée par Gilles Platret (LR) en tête, dès le 1er tour des élections régionales de 2021 en Bourgogne-Franche-Comté, avec 28,03 % des suffrages. Lors du second tour, les habitants décideront de placer la liste de « Notre Région Par Cœur » menée par Marie-Guite Dufay, présidente sortante (PS) en tête, avec cette fois-ci, près de 35,88 % des suffrages. Devant les autres listes menées par Gilles Platret (LR) en seconde position avec 33,59 %, Julien Odoul (RN), troisième avec 22,14 % et en dernière position celle de Denis Thuriot (LaREM) avec 8,40 %. Il est important de souligner une abstention record lors de ces élections qui n'ont pas épargné le village du Miroir avec lors du premier tour 65,28 % d'abstention et au second, 66,75 %.

#### Élections départementales
Le village du Miroir faisant partie du canton de Cuiseaux place le binôme de Frédéric Cannard (DVG) et Sylvie Chambriat (DVG), en tête, dès le 1er tour des élections départementales de 2021 en Saône-et-Loire avec 51,09 % des suffrages. Lors du second tour, les habitants décideront de placer de nouveau le binôme de Frédéric Cannard (DVG) et Sylvie Chambriat (DVG), en tête, avec cette fois-ci, près de 60,90 % des suffrages. Devant l'autre binôme menée par Sébastien Fierimonte (DIV) et Carole Rivoire-Jacquinot (DIV) qui obtient 39,10 %. Il est important de souligner une abstention record lors de ces élections qui n'ont pas épargné le village du Miroir avec lors du premier tour 65,28 % d'abstention et au second, 66,75 %.

### Liste des maires du Miroir
| Période   | Période   | Identité            | Étiquette | Qualité |
| --------- | --------- | ------------------- | --------- | ------- |
| mars 2001 | mars 2014 | Michel Ferrier      |           |         |
| mars 2014 | mai 2020  | Jean-Paul Ravassard |           |         |
| mai 2020  |           | Philippe Cauzard    |           |         |

## Démographie
L'évolution du nombre d'habitants est connue à travers les recensements de la population effectués dans la commune depuis 1793. Pour les communes de moins de 10 000 habitants, une enquête de recensement portant sur toute la population est réalisée tous les cinq ans, les populations de référence des années intermédiaires étant quant à elles estimées par interpolation ou extrapolation. Pour la commune, le premier recensement exhaustif entrant dans le cadre du nouveau dispositif a été réalisé en 2007.

En 2022, la commune comptait 593 habitants, en évolution de −1 % par rapport à 2016 (Saône-et-Loire : −1,06 %, France hors Mayotte : +2,11 %).
| 1793 | 1800 | 1806  | 1821 | 1831  | 1836  | 1841  | 1846  | 1851  |
| ---- | ---- | ----- | ---- | ----- | ----- | ----- | ----- | ----- |
| 246  | 976  | 1 011 | 984  | 1 047 | 1 039 | 1 071 | 1 110 | 1 117 |

| 1856  | 1861  | 1866  | 1872 | 1876  | 1881  | 1886  | 1891  | 1896 |
| ----- | ----- | ----- | ---- | ----- | ----- | ----- | ----- | ---- |
| 1 030 | 1 024 | 1 008 | 997  | 1 085 | 1 100 | 1 027 | 1 000 | 975  |

| 1901 | 1906 | 1911 | 1921 | 1926 | 1931 | 1936 | 1946 | 1954 |
| ---- | ---- | ---- | ---- | ---- | ---- | ---- | ---- | ---- |
| 987  | 973  | 966  | 881  | 825  | 783  | 759  | 657  | 628  |

| 1962 | 1968 | 1975 | 1982 | 1990 | 1999 | 2006 | 2007 | 2012 |
| ---- | ---- | ---- | ---- | ---- | ---- | ---- | ---- | ---- |
| 604  | 567  | 538  | 519  | 509  | 492  | 531  | 537  | 579  |

| 2017 | 2022 | - | - | - | - | - | - | - |
| ---- | ---- | - | - | - | - | - | - | - |
| 609  | 593  | - | - | - | - | - | - | - |

## Lieux et monuments

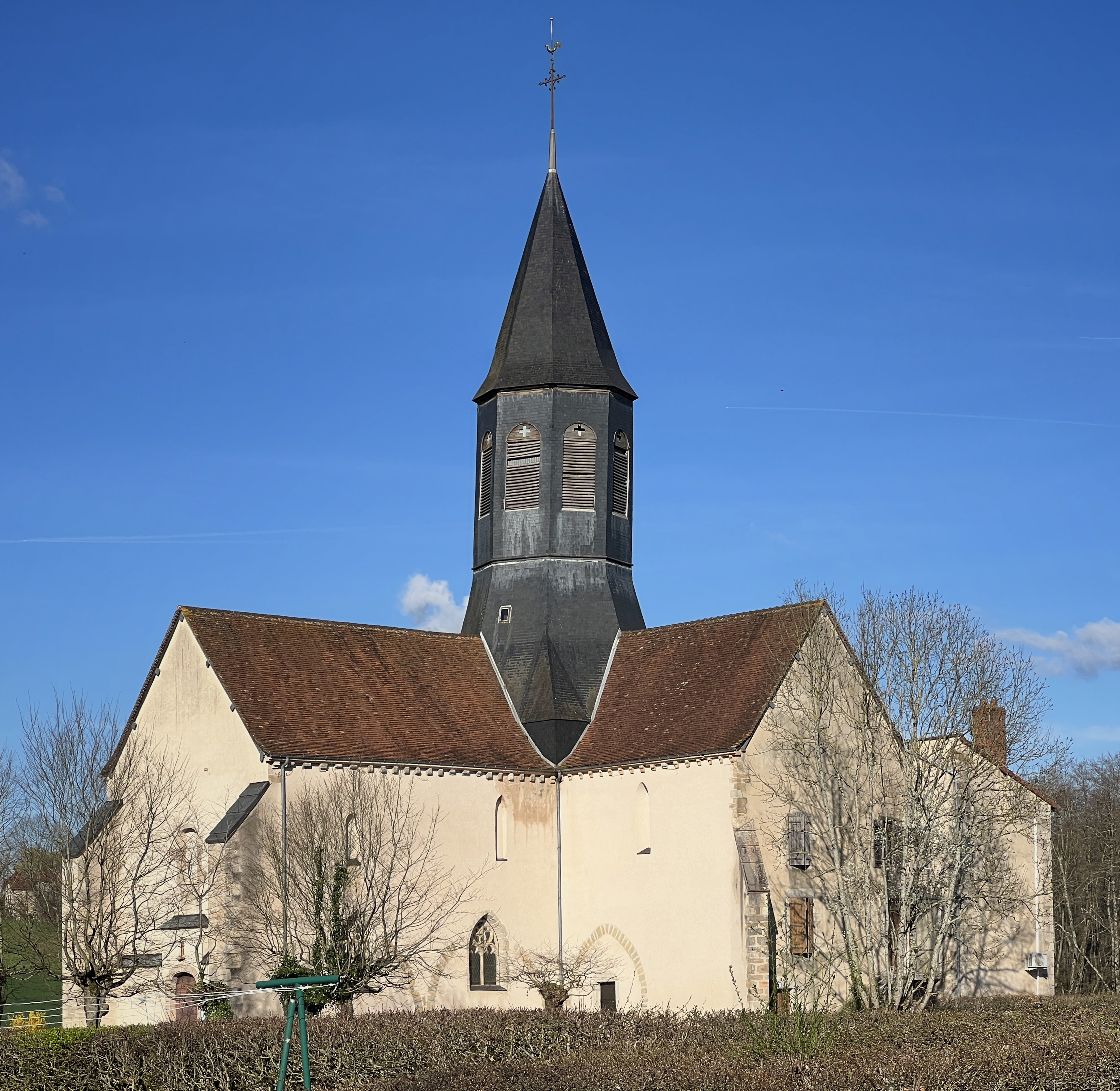
Abbaye Notre-Dame.

- L'église paroissiale, placée sous le vocable de Notre-Dame de l'Assomption, dernier vestige de l'abbaye Notre-Dame-du-Miroir, fondée en 1131 par Humbert Ier de Coligny et rasée après la Révolution. L'une des curiosités de cette ancienne église abbatiale est le siège abbatial qu'elle a conservé, du XVIe siècle, divisé en trois places, ponctué de larges accoudoirs moulurés et surmonté d'un dais chantourné de trois accolades flamboyantes en façade (classé MH le 4 juillet 1903)[21]. Deux peintures murales, dans le chœur, ont été réalisées par Jean Tosi en 1952[22]. La cloche en bronze, du XVIe siècle, est classée au titre des Monuments historiques.

## Héraldique
| Blason de Le Miroir | Blason  | Parti au 1) de sinople au coq contourné d'argent ; au 2) d'or au lion d'hermine ; à la terrasse d'azur à deux poissons dessinés vus de face au trait d'argent, nageant côte à côte, leurs têtes affrontées et relevées vers le chef. Devise / CriTout seul on va plus vite - Ensemble on va plus loin.                                               |
| Blason de Le Miroir | Détails | Crée par le conseil municipal des jeunes. On y trouve le coq sur fond vert pour rappeler la vocation avicole du Miroir, les épis de blé pour confirmer la ruralité de la commune, le lion de la Bourgogne louhannaise et les deux poissons sur fond bleu pour symboliser les rivières poissonneuses qui traversent le village. Armoiries officielles |

## Pour approfondir